# Tommy Wiseau
Tommy Wiseau, wymowa: [wɪˈzoʊ] lub [ˈwaɪzoʊ],  właśc. Tomasz Wieczorkiewicz (ur. 3 października 1955 w Poznaniu) – amerykański reżyser, aktor, scenarzysta i producent filmowy polskiego pochodzenia, znany głównie z realizacji filmu The Room, uznawanego za jeden z najgorszych filmów wszech czasów.

## Życiorys

### Pochodzenie
Wiseau słynie z tego, że nie zdradza prawie żadnych informacji na temat swojego życia prywatnego. Sam określa siebie jako Amerykanina, choć nie urodził się w Stanach Zjednoczonych. 
Wiele osób badających jego pochodzenie uważa, że Tommy Wiseau pochodzi z Polski, co potwierdzają jego dokumenty imigracyjne, niektóre relacje jego i jego znajomych oraz błędy w jego angielskim typowe dla Polaków i charakterystyczny akcent. 
W 2014 jeden z użytkowników Reddita doszedł do wniosku, że jego prawdziwe nazwisko brzmi Wieczór, opierając się na odnalezionych dokumentach Stanleya Wieczora, który prawdopodobnie był wujkiem Wiseau i u którego mieszkał przez jakiś czas po wyemigrowaniu do Stanów Zjednoczonych. Najprawdopodobniej jednak Stanley zmienił wcześniej nazwisko z Wieczorkiewicz na Wieczor.
W 2016 w filmie dokumentalnym Room Full of Spoons były współpracownik Wiseau, Rick Harper, ogłosił, że Tommy urodził się w Poznaniu, jako Tomasz Wieczorkiewicz. Harper odwiedził Poznań, gdzie odbył rozmowę z jego bratankiem, zaprezentowanym w filmie. Sam Wiseau nie tylko nie potwierdził tych informacji, lecz też podał twórców filmu do sądu o, jak twierdził, naruszenie jego prywatności, co też doprowadziło do zablokowania premiery tego filmu. W 2020 Wieczorkiewicz wyrokiem sądu w Ontario przegrał proces sądowy, został zmuszony do zapłaty 700 tys. dolarów twórcom, odblokowana też została możliwość premiery filmu; jako uzasadnienie wyroku podano fakt, iż „ta informacja jest dostępna w publicznych źródłach, oskarżeni właśnie z nich ją pozyskali i w nich ją potwierdzili”. 
Wiseau unikał też podawania swojego wieku. Sam reżyser w wywiadzie udzielonym w 2010 roku twierdził, że ma 41 lat, co wskazywałoby, że urodził się w 1968 lub 1969 roku. Jednak według rzeczonych dokumentów imigracyjnych urodził się znacznie wcześniej, w 1955 roku.
Wiseau wyznał, że dawniej mieszkał przez jakiś czas we Francji, ale wychował się w Nowym Orleanie. Według książki The Disaster Artist autorstwa Grega Sestero, członka obsady The Room, Tommy przeniósł się do Francji, gdzie pracował myjąc naczynia, lecz po niesłusznym zatrzymaniu i poniżeniu przez francuską policję wyjechał do Ameryki i zmienił nazwisko na Wiseau, ponieważ znany był z tego, że przez pewien czas sprzedawał zabawkowe ptaki (oiseau to z francuskiego ptak, a W prawdopodobnie pochodzi od jego prawdziwego nazwiska).

### Kariera filmowa
Tommy Wiseau studiował psychologię w Laney College, ale uczył się także aktorstwa w Stella Adler Academy of Acting, Jean Shelton Acting Lab, Vince Chase Workshop oraz American Conservatory Theater.
W książce The Disaster Artist Sestero twierdzi, że jakiś czas po przeprowadzce do USA Wiseau przeżył poważny wypadek drogowy, gdy kierowca przejeżdżający na czerwonym świetle uderzył w jego samochód. To zdarzenie i późniejszy pobyt w szpitalu, podczas którego Wiseau był bliski śmierci, miały być punktem zwrotnym w jego życiu. To wtedy miał zdecydować się spełnić swoje marzenie o zostaniu reżyserem i aktorem, które wcześniej bał się zrealizować.
W 2003 roku wyreżyserował i wyprodukował film The Room na podstawie własnego scenariusza; zagrał również główną rolę. Film miał budżet w wysokości 6 milionów dolarów. Tajemnicą pozostaje, skąd Wiseau uzyskał tak dużą sumę. Według oficjalnej wersji wzbogacił się, importując do USA skórzane płaszcze z Korei. Część osób, które pracowały przy tworzeniu filmu, przypuszcza, że mógł on mieć jakiś związek z praniem brudnych pieniędzy. Sestero uważa to jednak za mało prawdopodobne i twierdzi, że Wiseau mógł dorobić się m.in. na handlu nieruchomościami.
Po premierze The Room został szybko okrzyknięty najgorszym filmem świata. Nie powstrzymało to jednak Wiseau od tworzenia następnych dzieł. W późniejszym czasie nakręcił dokument Homeless in America oraz sitcom The Neighbors. W 2015 roku ogłosił, że pracuje nad kolejnymi filmami: The Foreclosure, The Vampire from Alcatraz oraz prequelem The Room.

## Filmografia
| Rok       | Tytuł                                                 | Gatunek            | Reżyser | Producent | Scenarzysta | Aktor | Rola           |
| --------- | ----------------------------------------------------- | ------------------ | ------- | --------- | ----------- | ----- | -------------- |
| 2003      | The Room                                              | dramat             | ✓       | ✓         | ✓           | ✓     | Johnny         |
| 2004      | Homeless in America                                   | dokument           | ✓       | ✓         | ✓           | ✓     | on sam         |
| 2009      | Tim and Eric Awesome Show, Great Job! (odcinek Tommy) | serial komediowy   | ✓       |           |             | ✓     | on sam         |
| 2010      | The House That Drips Blood on Alex                    | krótkometrażowy    |         |           |             | ✓     | Alex           |
| 2011      | Bump                                                  | krótkometrażowy    |         |           |             | ✓     | Rick           |
| 2011      | Tommy Explains it All                                 | serial internetowy |         |           |             | ✓     | on sam         |
| 2011–2012 | The Tommy Wi-Show                                     | serial internetowy |         |           |             | ✓     | T. W.          |
| 2014–2016 | The Neighbors                                         | sitcom             | ✓       | ✓         | ✓           | ✓     | Charlie        |
| 2014–2016 | The Neighbors                                         | sitcom             | ✓       | ✓         | ✓           | ✓     | Ricky Rick     |
| 2015      | Samurai Cop 2: Deadly Vengeance                       | film akcji         |         |           |             | ✓     | Linton         |
| 2015      | Shut Up and Talk                                      | serial internetowy |         |           |             | ✓     | on sam         |
| 2016      | Enter the Samulari                                    | film dokumentalny  |         |           |             | ✓     | on sam         |
| 2016      | Cold Moon                                             | dramat-horror      |         |           |             | ✓     | Rodeo Official |
| 2017      | The Disaster Artist                                   | film biograficzny  |         |           |             | ✓     | Henry          |
| 2018      | Best F(r)iends                                        | thriller-komedia   |         |           |             | ✓     | Harvey Lewis   |
| 2020      | Big Shark                                             | thriller           | ✓       | ✓         | ✓           | ✓     | Patrick        |